# 羅伯特·瑟曼
羅伯特·亞歷山大·法拉爾·瑟曼（英語：Robert Alexander Farrar Thurman，1941年8月3日—）是美国佛教作家和学者，曾撰写、编辑和翻译过多本关于藏传佛教的书籍。瑟曼曾任哥伦比亚大学印度-西藏佛教研究的宗喀巴大师講座教授。他也是美国纽约西藏之家的共同创始人和主席。他将《维摩诘经》从藏文坎珠尔译成英文。他是女演员烏瑪·瑟曼的父亲。

## 早年生活
瑟曼出生于纽约市，是舞台剧演员伊丽莎白-迪恩-法拉尔（1907-1973）和美联社编辑、联合国翻译（法语）小贝弗利-里德-瑟曼（1909-1962）的儿子。他有英国、德国、苏格兰和爱尔兰血统。他的兄弟约翰-瑟曼是一位专业的音乐会大提琴手，在底特律交响乐团演出。1954年至1958年，他在菲利普斯-埃克塞特学院就读，然后进入哈佛大学，并于1962年获得文学学士学位。后来他回到哈佛大学攻读梵文研究生，1969年获得硕士学位，1972年获得博士学位。
1959年，18岁的他与玛丽-克里斯托夫-德-梅尼尔结婚，她是斯伦贝谢有限公司石油设备财富的继承人。

## 榮譽
1997年，《时代》杂志将瑟曼评为25位最有影响力的美国人之一。2006年，《纽约杂志》将他评为宗教领域的 "影响人物 "之一。 2020年，他获得了印度政府頒發的蓮花士勳章 (Padma Shri Award)。

## 外部連結
- 羅伯特·瑟曼的官方網站 （页面存档备份，存于）